# Maskinring
Maskinring är en typ av ekonomisk förening som har som målsättning att sänka böndernas maskinkostnader genom underlätta för lantbrukare som äger dyra jordbruksredskap att utföra uppdrag på entreprenad utanför den egna gården. Maskinringen hänvisar kunder till närmaste entreprenör som erbjuder den efterfrågade tjänsten och sköter även faktureringen efter utfört uppdrag.
På senare år har maskinringsverksamheten fått ett uppsving och lokala föreningar finns numera över nästan hela Sverige. Typiska tjänster som förmedlas är till exempel rundbalspressning, körning med fastgödselspridare och snöröjning. Kunderna är inte bara andra bönder utan även i allt större utsträckning kommuner och företag.